# Cultura di Gáva
La cultura di Gáva fu una cultura archeologica della tarda età del bronzo appartenente al circuito della cultura dei campi di urne. Prende il nome dal villaggio di Gávavencsellő nell'Ungheria nord-orientale.

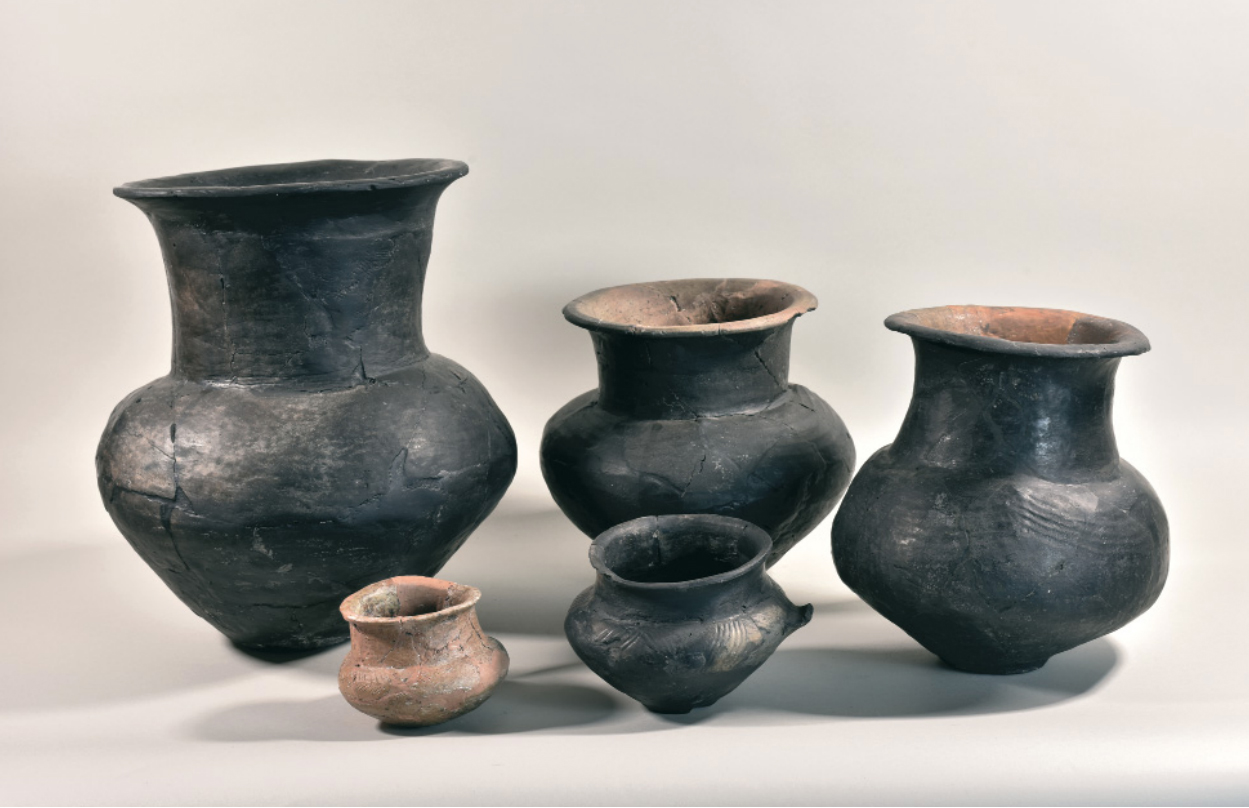
Ceramica dalla fortezza di collina di Teleac, Romania.

## Cronologia , origine e scomparsa
L'inizio dello sviluppo della cultura di Gáva è datato al periodo Hallstatt A (1200 a.C.). Questa cultura ebbe origine da un'evoluzione graduale a partire dalla cultura di Piliny della media età del bronzo. La scomparsa di elementi culturali di Gáva venne causata dalle migrazioni dei popoli nomadi delle steppe, gli Sciti, in Europa orientale nel periodo Hallstatt B (800 a.C.).

## Area di distribuzione
Il nucleo di questa cultura era incentrato fra la parte orientale dell'Ungheria (ad est del Danubio), la Transilvania occidentale e la Slovacchia orientale.

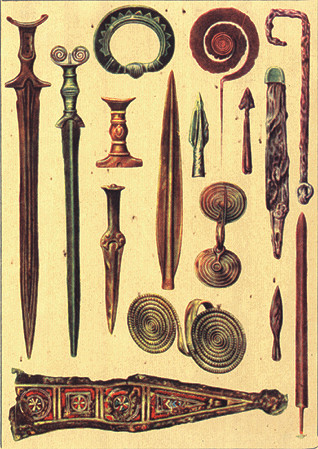
Armi e oggetti in bronzo

## Società ed economia
La cultura di Gáva si distingueva per l'importante attività metallurgica favorita dai giacimenti di rame della Transilvania e dell'Ungheria orientale. In Transilvania veniva inoltre estratta la salgemma, mentre l'oro veniva ricercato sul fiume Tisza.

## Cultura materiale
La cultura materiale si distingue da quella dei gruppi del medio-Danubio per i vasi biconici decorati con incisioni orizzontali o scanalature che presentano alcune somiglianze con le ceramiche protovillanoviane della penisola italiana.

## Insediamenti
Gli insediamenti erano generalmente aperti, anche se vi sono casi di insediamenti fortificati sulle alture.

## Riti funerari
Il rito funerario praticato era la cremazione del defunto.

## Identificazione etnica
È stato proposto un collegamento con la popolazione di lingua indoeuropea dei Frigi. Elementi culturali che mostrano somiglianze con quelli di Gáva sono stati rinvenuti in Anatolia, dove gli storici collocavano il territorio dei Frigi dopo l'emigrazione dai Balcani.